# Tabalta
Tabalta (łac. Diocesis Tabaltensis) – stolica historycznej diecezji w Cesarstwie Rzymskim, w prowincji Byzacena, współcześnie Henchir-Gourghebi w Tunezji. Obecnie katolickie biskupstwo tytularne. W latach 2019–2022 biskupstwo to obejmował Szymon Stułkowski, biskup pomocniczy poznański.

## Biskupi
| Lp. | Biskup              | Funkcja                                    | Od               | Do                   | Uwagi                         |
| --- | ------------------- | ------------------------------------------ | ---------------- | -------------------- | ----------------------------- |
| 1   | John Joseph Maguire | koadiutor archidiecezji Nowy Jork (USA)    | 15 września 1965 | 6 lipca 1989         | zmarł                         |
| 2   | John Bukovsky       | nuncjusz apostolski                        | 18 sierpnia 1990 | 18 grudnia 2010      | zmarł                         |
| 3   | Thomas Daly         | biskup pomocniczy San Jose (USA)           | 16 marca 2011    | 12 marca 2015        | mianowany biskupem Spokane    |
| 4   | Jose Kalluvelil     | egzarcha Kanady Kościoła syromalabarskiego | 6 sierpnia 2015  | 22 grudnia 2018      | mianowany eparchą Mississaugi |
| 5   | Szymon Stułkowski   | biskup pomocniczy poznański                | 24 maja 2019     | 22 października 2022 | mianowany biskupem płockim    |